# Prva makedonska fudbalska liga 2011-2012
La Prva makedonska fudbalska liga 2011-2012 è stata la ventesima stagione del massimo campionato macedone di calcio. Il torneo è iniziato il 30 luglio 2011 ed è terminato il 23 maggio 2012. Il Vardar ha vinto il titolo per la sesta volta.

## Novità
Al termine della stagione 2010-2011 il Pelister Bitola, ultimo classificato, era stato retrocesso in Vtora Liga, insieme al Vardar, penultimo e allo Skopje, arrivato nono e sconfitto nei play-off promozione-retrocessione dal Miravci, quarto in Vtora Liga. Dalla Vtora Liga erano state promosse le prime due classificate, 11 Oktomvri e Ohrid, mentre il Miravci non aveva ottenuto la licenza per l'iscrizione in Prva Liga; al suo posto era stato ripescato il Vardar.

## Regolamento
Le 12 squadre partecipanti si sono affrontate in un triplo girone di andata-ritorno-andata, per un totale di 33 giornate.

La squadra campione di Macedonia è ammessa al secondo turno di qualificazione della UEFA Champions League 2012-2013.

La seconda e la terza classificata sono ammesse al primo turno di qualificazione della UEFA Europa League 2012-2013.

La nona e la decima classificata affrontano rispettivamente la quarta e la terza classificata della Vtora Liga nei play-off promozione-retrocessione.

Le ultime due classificate sono retrocesse direttamente in Vtora Liga.

## Squadre partecipanti
| Squadra         | Città     | Classifica 2010-2011       |
| --------------- | --------- | -------------------------- |
| 11 Oktomvri     | Prilep    | 1° in Vtora Liga 2010-2011 |
| Bregalnica Štip | Štip      | 8º posto                   |
| Metalurg Skopje | Skopje    | 2º posto                   |
| Napredok        | Kičevo    | 10º posto                  |
| Ohrid           | Ocrida    | 2° in Vtora Liga 2010-2011 |
| Rabotnički      | Skopje    | 4º posto                   |
| Renova          | Džepčište | 3º posto                   |
| Sileks Kratovo  | Kratovo   | 5º posto                   |
| Škendija        | Tetovo    | Campione di Macedonia      |
| Teteks          | Tetovo    | 7º posto                   |
| Turnovo         | Turnovo   | 6º posto                   |
| Vardar          | Skopje    | 11º posto                  |

## Classifica
|                               | Pos. | Squadra         | Pt | G  | V  | N  | P  | GF | GS | DR  |
| ----------------------------- | ---- | --------------- | -- | -- | -- | -- | -- | -- | -- | --- |
| Macedonia del Nord (bandiera) | 1.   | Vardar          | 76 | 33 | 22 | 10 | 1  | 50 | 15 | +35 |
|                               | 2.   | Metalurg Skopje | 67 | 33 | 19 | 10 | 4  | 53 | 16 | +37 |
|                               | 3.   | Škendija        | 66 | 33 | 20 | 6  | 7  | 53 | 28 | +25 |
|                               | 4.   | Renova          | 52 | 33 | 13 | 13 | 7  | 56 | 38 | +18 |
|                               | 5.   | Bregalnica Štip | 45 | 33 | 13 | 6  | 14 | 51 | 47 | +4  |
|                               | 6.   | Sileks Kratovo  | 42 | 33 | 13 | 3  | 17 | 42 | 51 | -9  |
|                               | 7.   | Napredok        | 42 | 33 | 12 | 6  | 15 | 37 | 51 | -14 |
|                               | 8.   | Rabotnički      | 41 | 33 | 11 | 8  | 14 | 50 | 45 | +5  |
|                               | 9.   | Turnovo         | 38 | 33 | 10 | 8  | 15 | 34 | 42 | -8  |
|                               | 10.  | Teteks          | 35 | 33 | 8  | 11 | 14 | 23 | 48 | -25 |
|                               | 11.  | Ohrid           | 26 | 33 | 6  | 8  | 19 | 26 | 62 | -36 |
|                               | 12.  | 11 Oktomvri     | 16 | 33 | 3  | 7  | 23 | 26 | 58 | -32 |

Legenda:

      Campione di Macedoniae ammessa alla UEFA Champions League 2012-2013

      Ammesse alla UEFA Europa League 2012-2013

      Ammesse agli spareggi promozione-retrocessione

      Retrocesse in Vtora Liga 2012-2013

## Risultati
|             | 11O     | Bre     | Met     | Nap     | Ohr     | Rab     | Ren     | Sil     | Ške     | Tet     | Tur     | Var     |
| ----------- | ------- | ------- | ------- | ------- | ------- | ------- | ------- | ------- | ------- | ------- | ------- | ------- |
| 11 Oktomvri | ––––    | 0-1     | 0-1     | 2-2     | 0-3 3-1 | 2-3     | 0-3     | 1-2 1-3 | 2-2 1-1 | 4-0     | 2-0 1-2 | 0-1     |
| Bregalnica  | 2-0 4-1 | ––––    | 1-1     | 0-1 3-2 | 3-1 2-0 | 3-2     | 3-2     | 3-1     | 2-3     | 2-0 1-2 | 1-1 2-1 | 2-3     |
| Metalurg    | 0-0 3-0 | 1-0 2-1 | ––––    | 2-0 1-1 | 6-0     | 0-0     | 2-1     | 3-0 1-0 | 0-0 1-0 | 2-0 5-0 | 1-0     | 1-1     |
| Napredok    | 1-0 2-0 | 0-1     | 0-4     | ––––    | 3-0     | 1-1     | 1-1     | 1-0 3-0 | 0-0 3-0 | 4-0 2-1 | 1-0     | 0-1 0-0 |
| Ohrid       | 1-1     | 0-0     | 0-0 1-4 | 3-1 1-2 | ––––    | 0-1 0-2 | 2-2 1-7 | 2-0     | 1-2     | 1-0     | 0-0 1-1 | 0-2     |
| Rabotnički  | 3-1 1-1 | 2-1 1-3 | 0-1 0-3 | 4-0 4-1 | 1-2     | ––––    | 5-1 3-1 | 2-0     | 3-1     | 1-1 0-0 | 1-1     | 1-2     |
| Renova      | 1-1 3-2 | 0-0 2-2 | 1-1 1-0 | 4-0 5-0 | 2-0     | 3-1     | ––––    | 2-0 1-0 | 0-2     | 2-2 0-0 | 0-0     | 0-0     |
| Sileks      | 2-0     | 2-1     | 1-1     | 2-1     | 1-0 5-2 | 2-1 1-0 | 2-1     | ––––    | 1-4     | 4-0     | 3-2 0-1 | 1-1 1-2 |
| Škendija    | 3-0     | 1-0 3-2 | 2-0     | 3-0     | 2-0 1-0 | 2-0 1-0 | 2-2 4-0 | 2-1     | ––––    | 0-0     | 2-0 2-1 | 0-1 1-0 |
| Teteks      | 1-0 2-0 | 3-1     | 0-2     | 1-0     | 1-1 0-0 | 1-1     | 1-5     | 1-1 2-1 | 2-0 0-2 | ––––    | 0-3     | 0-0     |
| Turnovo     | 1-1     | 2-2     | 1-2 1-1 | 0-2 2-1 | 1-2     | 1-0 5-4 | 0-1     | 2-1     | 2-1     | 0-1 2-1 | ––––    | 1-2     |
| Vardar      | 2-0     | 3-0 2-1 | 1-0 2-1 | 5-1     | 2-0 4-0 | 1-0 2-2 | 0-0 1-1 | 2-1     | 2-0     | 1-0     | 3-0 0-0 | ––––    |

## Spareggi promozione-retrocessione
|         | Risultati          |          | Luogo e data          |  |
| ------- | ------------------ | -------- | --------------------- |  |
| Teteks  | 0 - 0 (5 - 4 rig.) | Skopje   | Bitola, 2 giugno 2012 |  |
| Turnovo | 1 – 0              | Euromilk | Prilep, 3 giugno 2012 |  |

## Classifica marcatori
| Gol |  |  | Giocatore          | Squadra                       |
| --- |  |  | ------------------ | ----------------------------- |
| 23  |  |  | Filip Ivanovski    | Vardar                        |
| 15  |  |  | Borče Manevski     | Rabotnički                    |
| 13  |  |  | Blagoja Gešoski    | 11 Oktomvri                   |
| 13  |  |  | Angel Nacev        | Sileks Kratovo                |
| 12  |  |  | Genc Hyseni        | Bregalnica Štip               |
| 11  |  |  | Muharem Bajrami    | Renova                        |
| 11  |  |  | Cvetan Čurlinov    | Metalurg Skopje               |
| 10  |  |  | Baže Ilijoski      | Metalurg Skopje               |
| 10  |  |  | Boban Jančevski    | Renova                        |
| 9   |  |  | Hristijan Dimovski | Ohrid (7) Metalurg Skopje (2) |
| 8   |  |  | Dragan Načevski    | Metalurg Skopje               |
| 8   |  |  | Stojanče Nasevski  | Sileks Kratovo                |
| 8   |  |  | Oliver Peev        | Škendija                      |
| 8   |  |  | Ersan Sali         | Škendija                      |
|     |  |  |                    |                               |

## Verdetti
- Campione di Macedonia:  Vardar
- In UEFA Champions League 2012-2013:  Vardar (al secondo turno di qualificazione)
- In UEFA Europa League 2012-2013:  Metalurg Skopje,  Škendija,  Renova (al primo turno di qualificazione)
- Retrocesse in Vtora Liga:  Ohrid,  11 Oktomvri